# 東邦大学医療センター大橋病院
東邦大学医療センター大橋病院（とうほうだいがくいりょうセンターおおはしびょういん）は、東京都目黒区に所在する医療機関。東京都大田区に大学本部がある学校法人東邦大学が運営している病院である。1964年（昭和39年）に開院された。地域医療支援病院に承認されている。病棟が隣接地に建て替えられて新病院が2018年（平成30年）6月20日に開院した。略称は東邦大大橋。

## 沿革
- 1964年（昭和39年） - 学校法人東邦大学により開院された。
- 2018年（平成30年） - 病棟が建て替えられて新病院が開院した。病床数319床。
- 2021年（令和3年） - 個室病室を1床開設し、病床数320床となる。

## 診療科
- 消化器内科
- 循環器内科
- 腎臓内科
- 脳神経内科
- 呼吸器内科
- 膠原病リウマチ科
- 糖尿病・代謝・内分泌内科
- 小児科
- 外科（食道・胃・大腸外科）
- 外科（肝胆膵外科）
- 外科（呼吸器外科）
- 外科（乳腺外科）
- 外科（第3外科）
- 脳神経外科
- 整形外科
- 心臓血管外科
- 婦人科
- 皮膚科
- 眼科
- 泌尿器科
- 肛門外来
- 耳鼻咽喉科
- 放射線科
- 麻酔科
- 形成外科・美容外科
- 救急集中治療科
- リハビリテーション科
- 病理診断科

## 医療機関の指定等
- 保険医療機関
- 二次救急告示病院
- 地域医療支援病院
- 東京都難病医療協力病院
- 東京都CCUネットワーク
- 東京都がん診療連携協力病院（胃・大腸・肝）
- 労働者災害補償保険法指定医療機関
- 生活保護法指定医療機関
- 身体障害者福祉法指定医の配置されている医療機関
- 児童福祉法指定医の配置されている医療機関
- 母体保護法指定医療機関
- 原子爆弾被害者一般疾病医療取扱医療機関
- 結核予防法指定医療機関
- 精神保健指定医の配置されている医療機関
- 特定疾患指定医治療研究事業委託医療機関
- 小児慢性特定疾病対策委託医療機関
- 措置医療ほか東京都医療費助成制度

## 交通アクセス
- JR東日本 渋谷駅西口より東急バス、小田急バス「渋2４」系統の「成城学園前駅西口行き」で大橋バス停から徒歩6分
- 東急田園都市線 池尻大橋駅北口から徒歩3分
- 京王井の頭線 駒場東大前駅西口から徒歩10分

## 系列病院
- 東邦大学医療センター大森病院（東京都大田区）
- 東邦大学医療センター佐倉病院（千葉県佐倉市）